# OBBOD
OBBOD nebo Obbod TV byla česká internetová televize založená Kamilem Ouškou, podnikatelem v oblasti energetiky.
Pro online TV byl v roce 2016 vytvořen komediální seriál Vyšehrad. Šlo o satirický seriál z fotbalového prostředí. Projekt pokračoval seriálem Lajna z hokejového prostředí.
Na Obbod TV se postupně objevilo přes 500 filmů a seriálů.
Projekt fungoval do června 2020.
Platforma měla na svém konci zhruba 1.000 předplatitelů. Předplatné činilo 150 Kč měsíčně.